# Konventionen om ersättning vid yrkessjukdomar
Konventionen om ersättning vid yrkessjukdomar (ILO:s konvention nr 18 angående ersättning vid yrkessjukdomar, Convention concerning Workmen's Compensation for Occupational Diseases) är en konvention som antogs av Internationella arbetsorganisationen (ILO) den 10 juni 1925 i Genève. Konventionen föreskriver att arbetstagare som drabbas av sjukdomar under arbetet ska kompenseras för detta eller, vid dödsfall, att deras anhöriga ska kompenseras. Konventionen består av 10 artiklar.

## Ratificering
Konventionen har ratificerats av 68 länder, varav 8 har sagt upp den i efterhand.